# Oton III. Bavarski
Oton III. iz Wittelsbaške dinastije je bil od leta 1290 do 1312 vojvoda Spodnje Bavarske in od leta 1305 do 1307 kralj Ogrske in Hrvaške, * 11. februar 1261, Burghausen, † 9. november 1312, Landshut. 
Oblast na Ogrskem mu je izpodbijal Karel I. Ogrski. 

## Življenje
Oton je bil rojen v Burghausnu kot sin bavarskega vojvode Henrika XIII. in Elizabete Ogrske. Leta 1290 je skupaj s svojima mlajšima bratoma Ludvikom III. in Štefanom I. nasledil očeta  kot vojvoda Spodnje Bavarske. Bil je v sporu s Habsburžani in poskušal ponovno pridobiti Štajersko, ki jo je Bavarska izgubila leta 1180. Proti Habsburžanom je podpiral nemškega kralja Adolfa Nassauskega in se na njegovi strani boril v bitki pri Göllheimu. Leta 1301 mu je bila kot vnuku Béle IV. ponujena ogrska krona, vendar jo je sprejel šele leta 1305. 
Avgusta 1305 se je njegov tekmec Venčeslav  III., potem ko je po očetu podedoval češko krono, v Otonovo korist odpovedal ogrskemu prestolu.  Ker mu je Albert I. Habsburški  blokiral pot skozi Avstrijo, se je Oton odpravil v Budim preoblečen v trgovca. 6. decembra 1305 sta ga Benedikt Rád, škof Veszpréma in Antonij, škof Csanáda, v Székesfehérvárju okronala s sveto ogrsko krono, vendar svoje oblasti ni mogel utrditi. Leta 1306 je Otonov drugi nasprotnik, Karel Anžujski, zasedel Esztergom, grad Szepes, Zólyom in nekaj drugih trdnjav v severnih delih kraljestva in naslednje leto tudi Budim. Junija 1307 je Oton III. obiskal mogočnega transilvanskega vojvodo Ladislava Kana, ki ga je aretiral. 10. oktobra 1307 so magnati na zboru v Rákosu za kralja razglasili Karla, česar najmočnejši aristokrati Matej III. Csák, Amadé Aba in Ladislav Kán niso upoštevali. Konec leta 1307  je Ladislav Kan osvobodil Otona, ki je nato zapustil državo, transilvanski vojvoda pa Karla še vedno ni štel za ogrskega kralja. 
Oton se je leta 1308 odrekel ogrskemu prestolu. Njegova vpletenost v avstrijske in ogrske zadeve je oslabila njegov položaj na Bavarskem in nazadnje povzročila njegov propad zaradi finančnih težav. V madžarskem zgodovinopisju je v medvladju 1301–1310 zapisan kot protikralj. 
Med njegovo prisotnostjo na Ogrskem (1305–1308) je Spodnji Bavarski vladal njegov brat Štefan I. Leta 1310 je nova vojna s Habsburžani opustošila Burghausen. 
Oton III. je umrl leta 1312. V Spodnji Bavarski ga  je nasledil njegov sin Henrik XV., ki je delil oblast s svojima bratrancema Henrikom XIV. in Otonom IV., sinovoma Štefana I. Janez I., sin Henrika XIV., je bil zadnji vojvoda Spodnje Bavarska pred Ludvikom IV., cesarjem Svetega rimskega cesarstva, ki je podedoval  državo in leta 1340 ponovno združil vojvodino. 

## Soprogi in potomci
Januarja 1279 se je poročil s Katarino, hčerko Rudolfa I. Nemškega in Gertrude Hohenberške. Njuna dvojčka Henrik in Rudolf sta bila rojena leta 1280 in sta še isto leto umrla. Katarina je umrla 4. aprila 1282.  
Oton je ostal vdovec triindvajset let, potem pa se je 18. maja 1309 poročil z Nežo Glogausko, hčerko šlezijsko-glogauskega vojvode Henrika III. in Matilde Brunswick-Lüneburške. Z njo je imel dva otroka: 
- Nežo (1310–1360) in
- Henrika XV., bavarskega vojvodo (1312–1333).